# Subsatelity

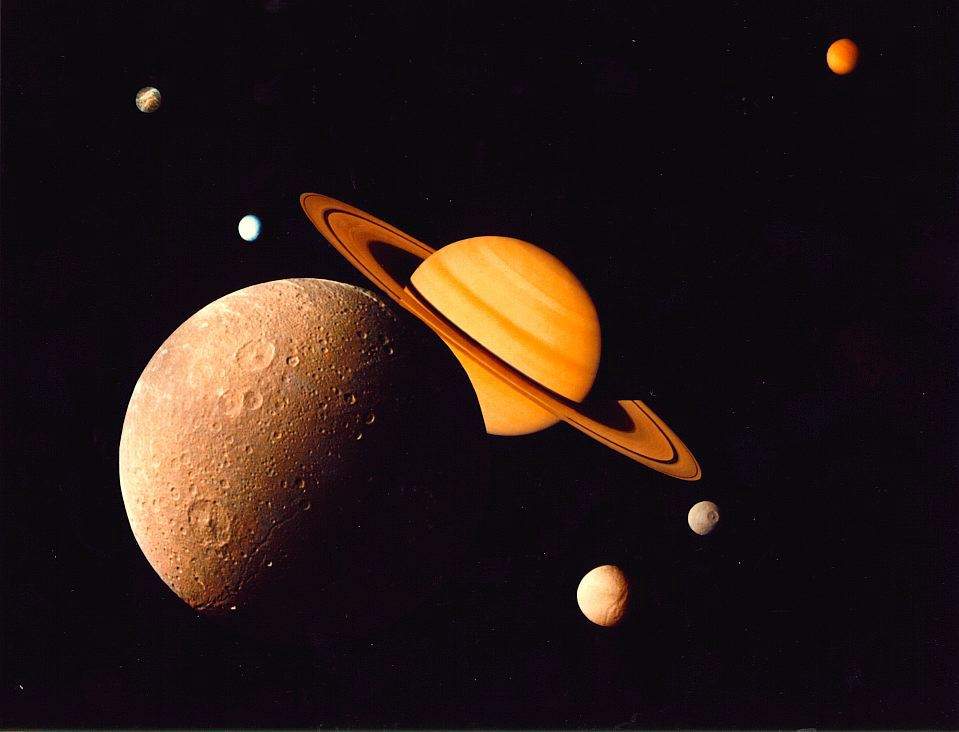
Fotomontaż przedstawiający Saturna i kilka z jego księżyców

Subsatelity lub księżyce księżyców – są to naturalne lub sztuczne ciała niebieskie, będące satelitami księżyców lub egzoksiężyców.
Według hipotez naukowców dotyczących naturalnych satelitów w Układzie Słonecznym, subsatelity mogą stanowić integralną część układów planetarnych. Ze względu na to, że gazowe olbrzymy, takie jak Jowisz i Saturn, mają wiele księżyców, niektóre z nich (a także podobne egzoplanety, np. należące do tzw. gorących jowiszów mogą posiadać swoje własne subsatelity. Dotąd jednak nie udało się zaobserwować takich naturalnych obiektów ani w Układzie Słonecznym ani w innych badanych układach. Ich istnienie jest jednak o tyle prawdopodobne, iż znane są już liczne księżyce planetoid. Sztucznymi subsatelitami są natomiast np. statki kosmiczne krążące wokół Księżyca.
Wśród ciał niebieskich w Układzie Słonecznym kandydatami do posiadania swoich subsatelitów są:
- Rea - jeden z księżyców Saturna, który może posiadać pierścienie, które spowodowałyby utrzymanie stabilnej pozycji subsatelity. Byłby on wówczas także prawdopodobnie tzw. księżycem pasterskim, na co wskazują obliczenia astronomów, z których wynika, ze ewentualne pierścienie byłyby wąskie (wpływ subsatelity);
- Japet - inny z księżyców Saturna, mógł posiadać subsatelitę w przeszłości. Teorię taką zaproponowano aby wyjaśnić istnienie na tym księżycu "grzbietu równikowego", zjawiska niezwykłego dla takich ciał.